# بياتريس دي إستي، ملكة المجر
بياتريس دي إستي (بالمجرية: Estei Beatrix)‏ (1215 - قبل. 8 مايو 1245)؛ كانت ملكة المجر القرينة بكونها الزوجة الثالثة والأخيرة لأندراس الثاني.
كانت بياتريس الابنة الوحيدة لـ ألدوبراندينو الأول دي إستي ولكن اسم وأصل والدتها غير معروف، منذ وفاة والدها في نفس سنة ولادتها، انتقلت رعايتها إلى عمها الماركيز أزو السابع دي إستي.
في أوائل عام 1234 زار الملك المسن أندراس الثاني ملك المجر الذي كان أرملاً للمرة الثانية في 1233، بلاط عائلة إستي، وسقط في حب الشابة بياتريس، اعطى عمها الموافقة على الزواج بشرط تنازل كل من بياتريس وأندراس عن المهر وأي مطالبة بالميراث والدها.
تم الاحتفال بزواجهما في سيكشفهيرفار، ووعد الملك أثناء عقد الزواج بأن تحصل بياتريس على 5000 جنيه، وأيضا ستحصل على 100 جنيه كإيرادات سنوية، ومع ذلك سرعان ما أصبحت العلاقة بينها وبين أبنائه متوترة.
وبعد وفاة زوجها في 21 سبتمبر 1235 وصعود ابن زوجها الملك بيلا الرابع أراد ابعاد بياتريس عن المجر، ولكن مع إعلان بياتريس بأنها حامل بعد وفاة زوجها، اتهمها بارتكاب الزنا وأمر باعتقالها، ومع ذلك استطاعت الهروب المجر بمساعدة أحد سفراء فريدرش الثاني إمبراطور روماني مقدس التي أوصلت جنازة زوجها المتوفي إلى المجر من الأراضي المقدسة.
ذهبت بياتريس إلى الإمبراطورية الرومانية المقدسة واستطعت انجاب ابنها إستفان الذي لم يثبت شرعيته من قبل أخوته الكبار، بعد ولادتها أرادت بياتريس الرجوع إلى بلاط إستي، ومع ذلك رفض عمها الطلب هو الأخر.
أمضت بياتريس السنوات التالية في تتجول بإيطاليا، ولم تتخلى عن إدعاءات لابنها للحصول على إيراداته من المجر باعتباره أمير، بحيث استطاع إقناع جمهورية البندقية بدعم ابنها عندما كانت في حالة حرب مع المجر، ومع ذلك البندقية وعدت الملك بيلا الرابع أثناء الصلح بينهما 30 يونيو 1244 بأنها لن تدعم بياتريس وابنها أبداً.
منح البابا إنوسنت الرابع إيراداتها من 35 ديراً في إيطاليا لها، لاحقاً في 1290 مع وفاة حفيد الملك بيلا الرابع لازلو الرابع دون وريث، انتخب النبلاء المجريون حفيدها أندراس الثالث للصعود إلى العرش باعتباره الذكر الوحيد في السلالة الحاكمة.